# 福山市立済美中学校
福山市立済美中学校（ふくやましりつ せいびちゅうがっこう）は、広島県福山市赤坂町赤坂にある公立中学校。

## 沿革
- 1947年（昭和22年）4月1日 - 新学制施行により赤坂村津之郷村学校組合立済美中学校として発足。[2]
- 1949年（昭和24年）4月1日 - 瀬戸村立瀬戸中学校を併合して沼隈郡瀬戸村を学区に編入したことにより赤坂村瀬戸村津之郷村学校組合立済美中学校と改称する。瀬戸中学校はその瀬戸分校として存続。
- 1956年（昭和31年）9月30日 - 沼隈郡赤坂・瀬戸・津之郷各村が福山市に編入されたことに伴い福山市立済美中学校に改称。
- 1958年（昭和33年）4月1日 - 瀬戸分校を廃止。

## 概要
福山市赤坂町、瀬戸町、津之郷町の各全域を学区とする中学校。
この地域はJR西日本山陽本線や国道2号、河手川が東西を貫き、中規模の住宅団地がいくつか丘陵地に造成されている。
芦田川支流の瀬戸川流域に開けた平野の南北は山岳地帯となっている。

## 学区
学区は以下の通り。
福山市立赤坂小学校
- 赤坂町

福山市立瀬戸小学校
- 瀬戸町

福山市立津之郷小学校
- 津之郷町

## 学区の地理

### 主要施設
- 広島県東部運転免許センター
- サファ福山 - 書店・スーパーマーケット・ホームセンターなどが広大な敷地に集約された商業施設。
- 山陽自動車道福山SA - 一般道路からも利用可能。
- 福山デジタルテレビ放送所…彦山に2007年春開局した広島県内の民間テレビ放送局4社＋NHK広島放送局の中継所。なお、彦山にはレディオBINGOの送信所もある。
- ふくやまふれ愛ランド

### 名所・旧跡・観光地
この他学区内にはJR備後赤坂駅近の市史跡イコーカ山古墳など古墳が多く存在することが知られる。また江戸時代には勝負銅山や赤坂銅山など、数か所の鉱山もあった。
- 瀬戸池 - 江戸時代初頭、水野氏の治世に春日池・服部大池とともに築造された大きなため池。ゴルフの打ちっ放し練習場がある。
- 鈴池
- 俄山弘法大師堂
- 本谷砂留
- 俄谷砂留
- 赤坂遊園（閉鎖）

### 自然景観
- 彦山
- カヤノ山発射台

### 教育機関（小学校以上）
- 福山市立赤坂小学校
- 福山市立瀬戸小学校
- 福山市立津之郷小学校
- 福山市立福山中・高等学校
- 広島県立福山特別支援学校

## アクセス
- JR西日本山陽本線備後赤坂駅から北東へ400m（徒歩10分）
- トモテツバス「済美中学校前」バス停または「赤坂駅前」バス停下車。

## 出身者
- 上村健一 - プロサッカー選手
- 白石知世 - タレント
- 園田未来子 - 元読者モデル